# 1329
1329 (MCCCXXIX) a fost un an obișnuit al calendarului iulian, care a început într-o zi de marți.

## Evenimente
- 15 ianuarie: Seniorul Azzone Visconti de Milano obține de la împăratul Ludovic al IV-lea titlul de vicar imperial, extinzându-și influența în toată Lombardia.
- 18 februarie: Regele Amda Seyon I al Etiopiei începe campaniile împotriva statelor musulmane de la sud de Etiopia.
- 27 martie: Papa Ioan al XXII-lea condamnă postum unele opere ale filosofului Meister Eckhart.
- 6 iunie: Regele Eduard al III-lea al Angliei prestează omagiu lui Filip al VI-lea al Franței pentru Aquitania.
- 11 iunie: Războaiele bizantino-otomane. Bătălia de la Pelekanon. Bizantinii conduși de Andronic III Paleologul sunt înfrânți de turcii otomani conduși de sultanul Orhan Gazi. Niceea este amenințată de aceștia din urmă.
- 4 august: Pactul de la Pavia. Palatinatul se separă de Bavaria.
- 9 septembrie: Ultimul rug consemnat împotriva catharilor, la Carcassonne.

### Nedatate
- aprilie: Antipapa Nicolae al V-lea este excomunicat de către papa Ioan al XXII-lea.
- Andronic al III-lea alungă pe genovezi din insula Chios, care devine domeniu imperial.
- Împăratul Andronic al III-lea al Bizanțului intervine în Asia Mică, în teritoriul statului otoman.
- Orașul Amberg din Germania intră în stăpânirea familiei Wittelsbach.
- Orașul Wiesbaden obține din partea împăratului Ludovic al IV-lea dreptul de a bate monedă proprie.
- Regele Ștefan Dușan al Serbiei îl înfrânge pe banul Bosniei, Ștefan al II-lea Kotromanić.

## Arte, Știință, Literatură și Filosofie
- Apare un tratat al lui William Ockham, îndreptat împotriva puterii temporale a papilor.
- Încep construcțiile la catedrala din Frombork, în Polonia.

## Nașteri
- 29 noiembrie: Ioan I, duce de Bavaria (d. 1340)
- Benedict al XIII-lea, antipapă (d. 1423)
- Fairuzabadi, lexicograf arab (d. 1414)
- Lazăr, prinț al Serbiei (d. 1389)

## Decese
- 21 aprilie: Frederic IV, duce de Lorena (n. 1282)
- 31 mai: Albertino Mussatto, om politic, poet și cronicar din Padova (n. 1261)
- 7 iunie: Robert I Bruce (Raibeart a Briuis), rege al Scoției (n. 1274)
- 22 iulie: Cangrande I dalla Scala, senior de Verona (n. 1291)
- 4 noiembrie: Eduard, conte de Savoia (n. 1284)
- Guillaume Adam, misionar și scriitor francez (n. ?)

- Henric al II-lea de Mecklenburg, 61 ani (n. 1267)
- Sciarra Colonna, 58 ani, cardinal (n. 1270)

## Înscăunări
- 7 iunie: David al II-lea (Dàibhidh Bruis), rege al Scoției (1329-1371)
- 4 noiembrie: Aimon, conte de Savoia (1329-1343)
- Christopher al II-lea, rege al Danemarcei (1329-1332)